# 'Ohonua
'Ohonua è una città di Tonga di 1 289 abitanti, capoluogo della divisione di 'Eua.

## Popolazione
Secondo il censimento del 2021 la popolazione di 'Ohonua ammontava a 1 289 abitanti.